# ジークフリート・ベッカー
ジークフリート・ベッカー（Siegfried Becker、1958年 - ）は、ドイツの民俗学者、マールブルク大学教授。

## 来歴・人物
ドイツのヘッセン州マールブルク近郊に生れ、マールブルク大学でインゲボルク・ヴェーバー＝ケラーマンについて民俗学を学び、その後継者としてヨーロッパ・エスノロジー学科およびその教員・研究者組織であるヨーロッパ・エスノロジー研究所の所長をつとめている。

## 著作（日本語訳）
- 「ミツバチと養蜂が映す西洋社会の自画像 - ドイツの事例から見たその変遷」（原著 1991）河野眞訳・解説　愛知大学国際コミュニケーション学会『文明21』第30号（2013年）、p.37-87（愛知大学国際コミュニケーション学会編「動物倫理の西洋文化2）